# The Book Group
The Book Group è una serie televisiva andata in onda in Inghilterra su Channel 4 in due serie tra il 2002 e il 2003.

## Trama
Clare Pettengill (Anne Dudek) si è trasferita recentemente a Glasgow. Per conoscere nuova gente, si iscrive ad un gruppo di persone, che si rivelerà molto ambiguo, il quale si riunisce per parlare della propria vita e dei propri interessi.

## Episodi
| Stagione         | Episodi | Prima TV originale |
| ---------------- | ------- | ------------------ |
| Prima stagione   | 6       | 2002               |
| Seconda stagione | 6       | 2003               |